# 维利耶勒普雷
维利耶勒普雷（法語：Villiers-le-Pré，法語發音：[vilje lə pʁe]）是法国芒什省的一个旧市镇，属于阿夫朗什区。2017年，维利耶勒普雷与邻近的5个市镇并入市镇圣雅姆。

## 地理
维利耶勒普雷（48°32'32"N, 1°23'57"W）面积7.94 平方千米，位于法国诺曼底大区芒什省，该省份为法国西北部沿海省份，西、北、东北三面环大西洋，东起顺时针与卡爾瓦多斯省、奧恩省、马耶讷省和伊勒-维莱讷省接壤。
与维利耶勒普雷接壤的市镇（或旧市镇、城区）包括：拉克鲁瓦阿夫朗尚、阿尔古日、卡尔内、圣雅姆、韦塞。
维利耶勒普雷的时区为UTC+01:00、UTC+02:00（夏令时）。

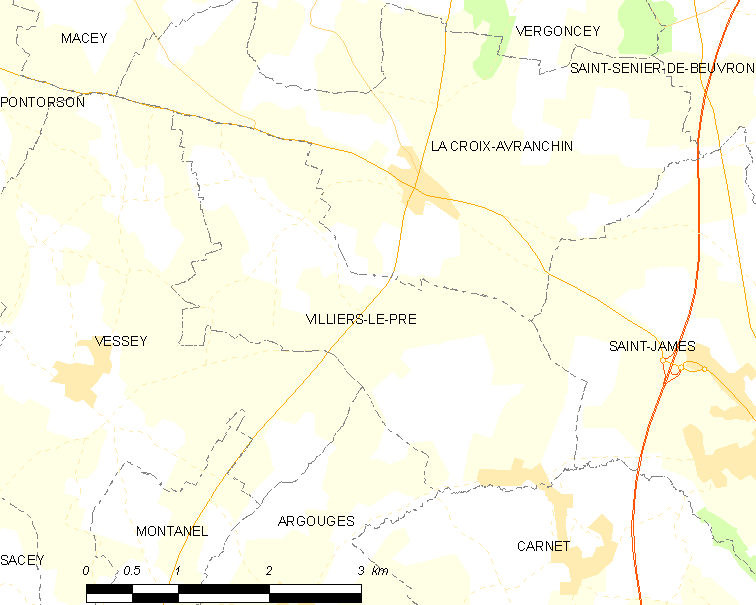
维利耶勒普雷的OSM定位图

## 行政
维利耶勒普雷的邮政编码为50240，INSEE市镇编码为50640。

## 政治
维利耶勒普雷所属的省级选区为圣伊莱尔迪阿库埃县。

## 人口

1962-2008年间维利耶勒普雷人口变化图示

维利耶勒普雷于2018年1月1日时的人口数量为187人。